# Américo Brasiliense
Américo Brasiliense je město v brazilském spolkovém státě Sao Paulo. Město bylo založeno v roce 1854 a mělo v roce 2000 28 274 obyvatel. Město má rozlohu 132,8 km². Pojmenované bylo po politikovi Américo Brasiliense de Almeida Melovi, guvernéru a prezidentovi státu Sao Pãulo.
Město je díky okolním plantážím cukrové třtiny nazýváno Cidade Doçura (město sladkostí). Výroba a zpracování cukrové třtiny je hlavní průmyslovým odvětvím města.